# 김서윤 (골프 선수)
김서윤(2002년 11월 5일 ~ )은 대한민국의 골프선수다. 2021년 2월 KLPGA 준회원이 된 후 2021년 4월 KLPGA 2021 XGOLF · 백제CC 점프투어 4차전을 통해 KLPGA 정회원이 되어 활동하고 있다.

## 수상
- 박세리의 내일은 영웅 - 꿈을 향해 스윙하라 (2021) - 우승